# Nebela militaris
Nebela militaris ist eine Schalenamöbe aus der Gattung Nebela. Sie wird im Deutschen auch als Zarte Schalenamöbe bezeichnet. Die Art kommt in nassen bis feuchten Moosen und Torfmoosen vor. Sie ist kosmopolitisch verbreitet.

## Merkmale
Nebela militaris ist eine kleine Nebela-Art, die 60 bis 70 Mikrometer hoch wird. Das abgeplattete Gehäuse ist durchsichtig. Es ist mit winzigen und sehr zarten Schüppchen bedeckt. Diese stellen eine Mischung aus Plättchen dar, die rund, oval und rechteckig sind. Die Mundöffnung ist ein schmaler Schlitz. Ober- und Unterlippe sind konkav.

## Belege